# Vendelzeit
Vendelzeit ist die Bezeichnung einer Epoche der frühen Geschichte Schwedens zwischen 550 und 800 n. Chr. Benannt ist sie nach der Region Vendel in der mittelschwedischen Provinz Uppland. Die vorausgehenden Epochen waren die germanische Eisenzeit (in Mitteleuropa die Völkerwanderungszeit). Der Vendelzeit folgt in Dänemark und Skandinavien die Wikingerzeit. Die Vendelzeit erreichte ihre höchste Blüte in Uppland und auf Gotland, wo die frühen und mittleren Bildsteine dem Vendelstil entsprechen und in diese Periode fallen.
Eine der zahlreichen Sonderformen von Grabbauten in dieser Epoche sind die Bootsgräber der Vendelzeit, die bei Tuna, Ultuna, Uppsala, Valsgärde und Vendel ausgegraben wurden. Die verbreitetste Form der Bestattung war die Leichenverbrennung und die Deponierung der Asche (mit und ohne Urne) unter Erd- oder Steinhügeln. Eine auf Gotland vorherrschende Grabform stellen kreisrunde Steinsetzungen mit einer sorgfältigen Einfassung aus gelegten Kalksteinfliesen dar, wie auf dem Gräberfeld von Trullhalsar. Körperbestattungen kommen auch vor, besonders auf Gotland. In dieser Zeit entstehen auch die Domarringar (Richterringe), die nordische Form der Steinkreise, z. B. im Gräberfeld von Blomsholm.
Die Ornamentik entwickelt sich auf ein hohes Niveau zu dem nach Vendel benannten Stil. Die gotländischen Bildsteine und Grabkisten sind Ausdruck der künstlerischen Bemühungen. Sie finden sich auch in Kurland, wo sie in Grobin, dem überlieferten Ort Seeburg, die Handelsbeziehungen (Bildstein von Priediens) mit den Balten belegen. Das insbesondere aus Helgö bekannte Glas der Vendelzeit gehört ebenso zu den Kleinodien dieser Zeit wie kostbare Fibeln und die goldenen Pressbleche. Im Gebiet um den Mälarsee entstand das Svearreich, das letzte heidnische Reich der Nordgermanen. Es breitete sich schnell aus und gab Schweden seinen Namen. Letztlich leitete diese Zeit den verstärkten Osthandel und den Kolonialismus der Rus ein.

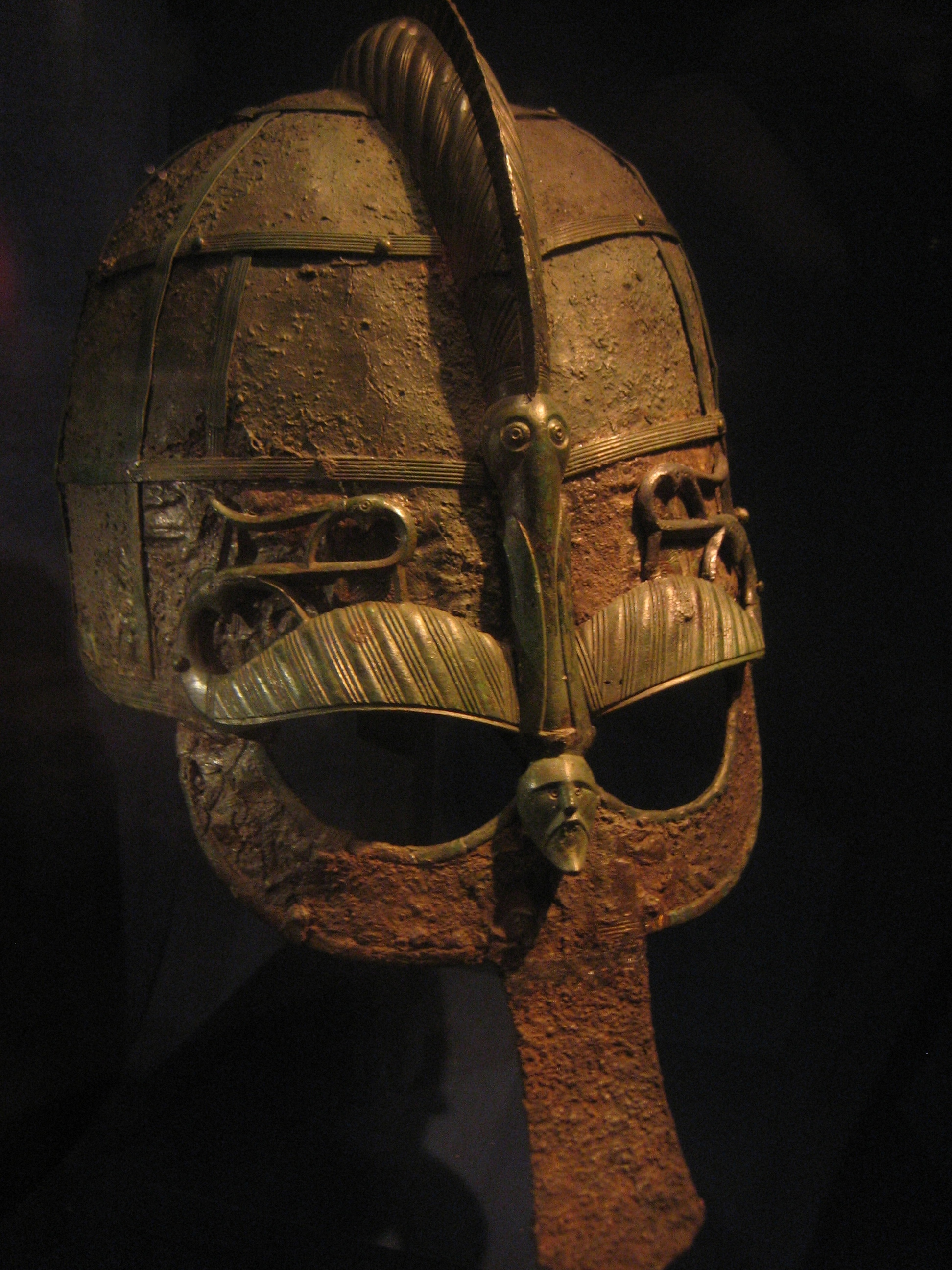
Brillenhelm aus einem Bootsgrab in Vendel, Uppland, Schweden
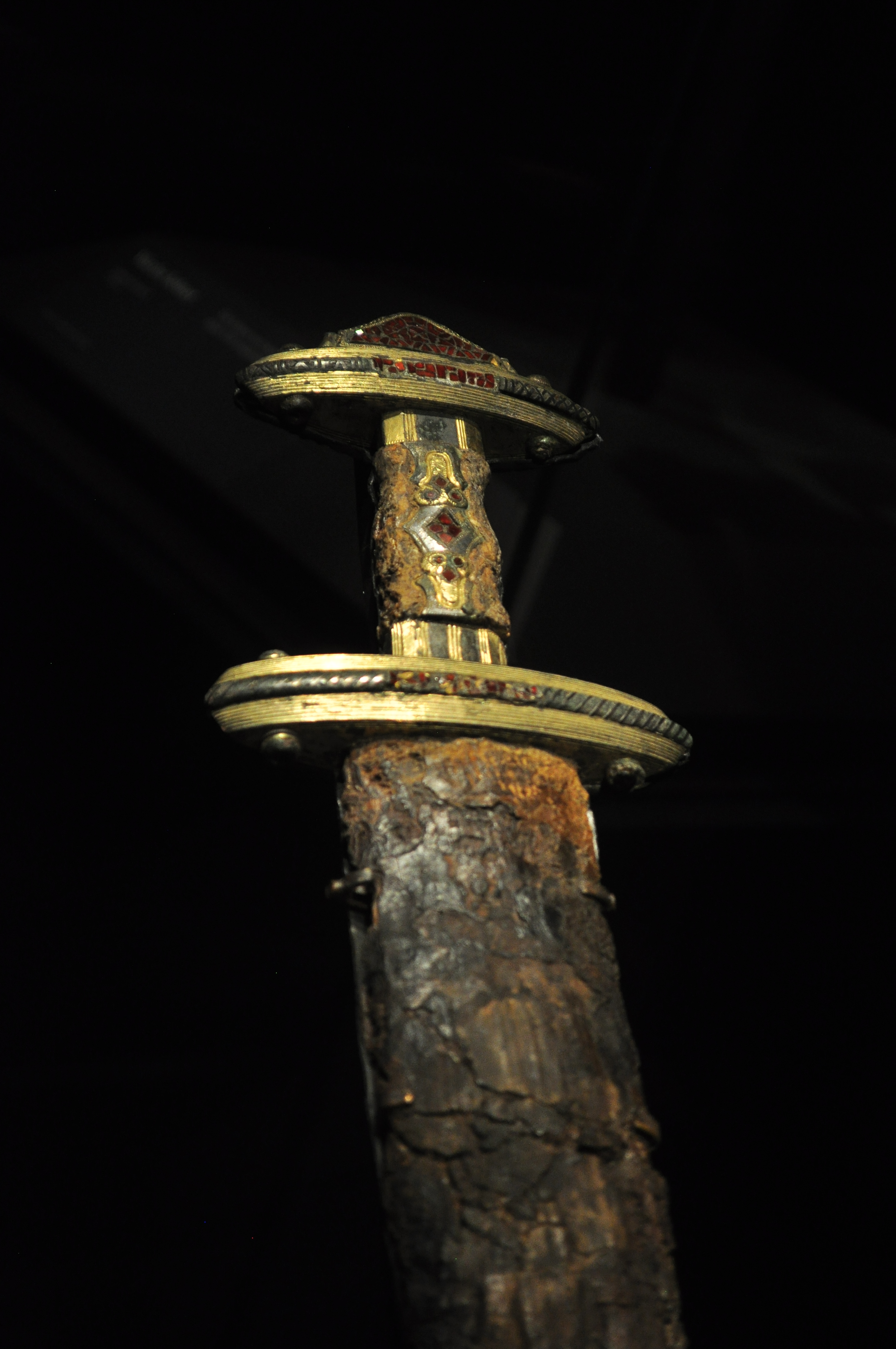
Schwert der Vendelzeit
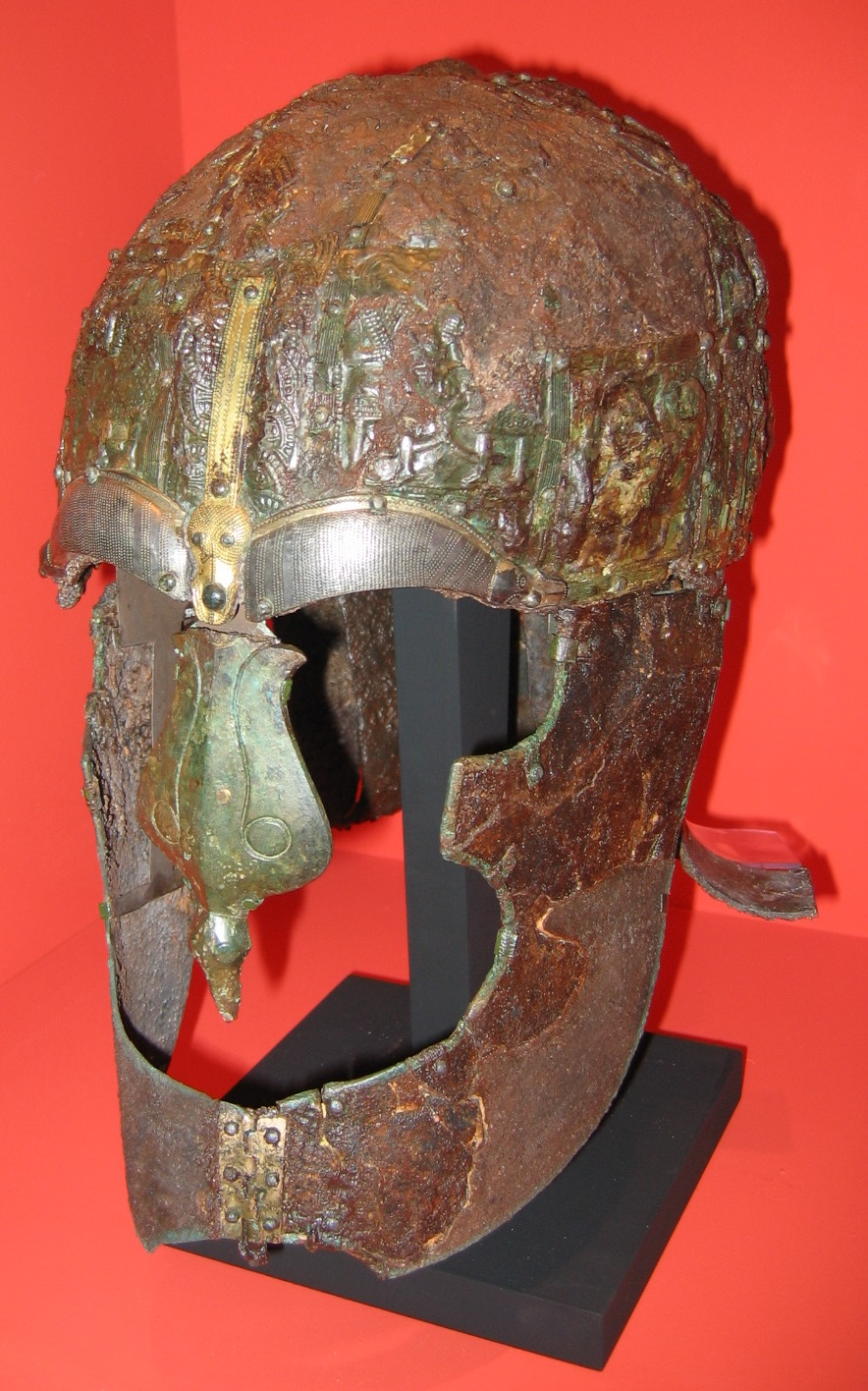
Helm der Vendelzeit
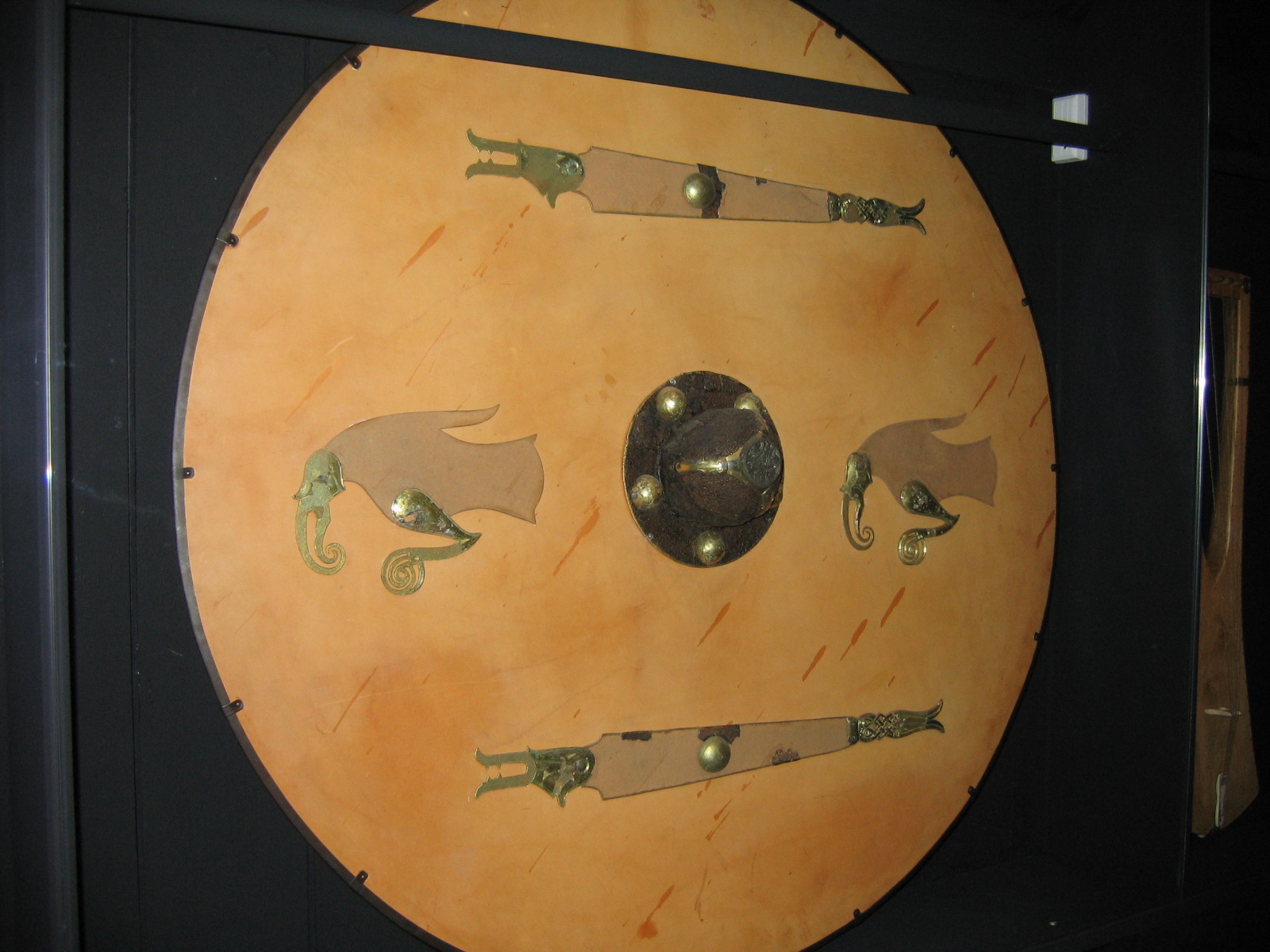
Der Schild aus Vendel, ähnelt dem von Sutton Hoo
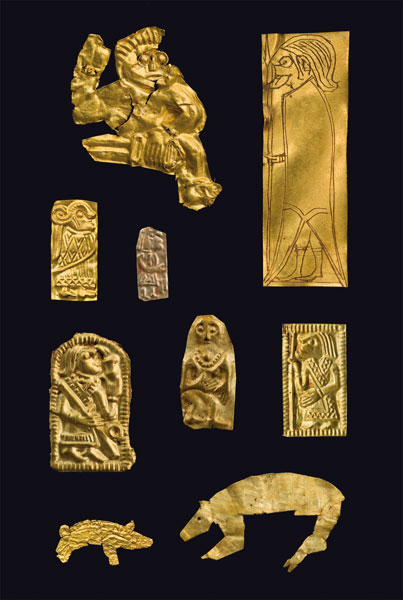
Guldgubber aus Sorte Muld (Bornholm), 6. Jh.